# Мар'ямов Олександр Мойсейович
Олекса́ндр Мойсе́йович Мар'я́мов (5 червня 1909, Одеса — 9 грудня 1972, Москва) — радянський журналіст, мандрівник, сценарист, кінокритик та прозаїк. Член Спілок письменників та кінематографістів СРСР.

## Життєпис

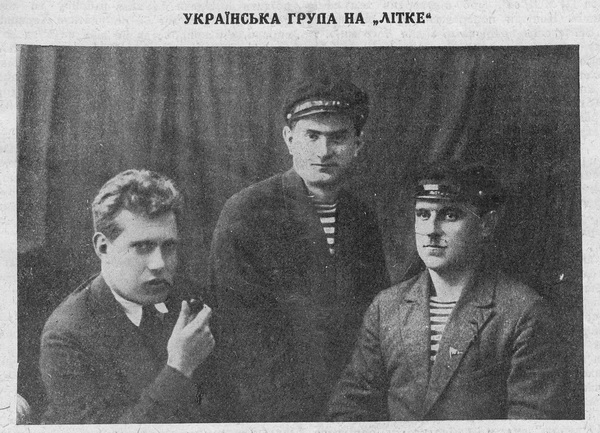
Олександр Мар'ямов, Павло Радзіховський, Микола Трублаїні на криголамі «Федір Літке». 1929 рік

Народився 5 червня 1909 року в Одесі, у сім'ї Мойсея Яковича та Єлизавети Яківни Мар'ямових. Євген Жарковський доводився двоюрідним братом Олександрові Мар'ямову. Згодом сім'я переїхала в місто Черкаси. У шкільні роки дописував у черкаську газету «Робітничо-селянське око».

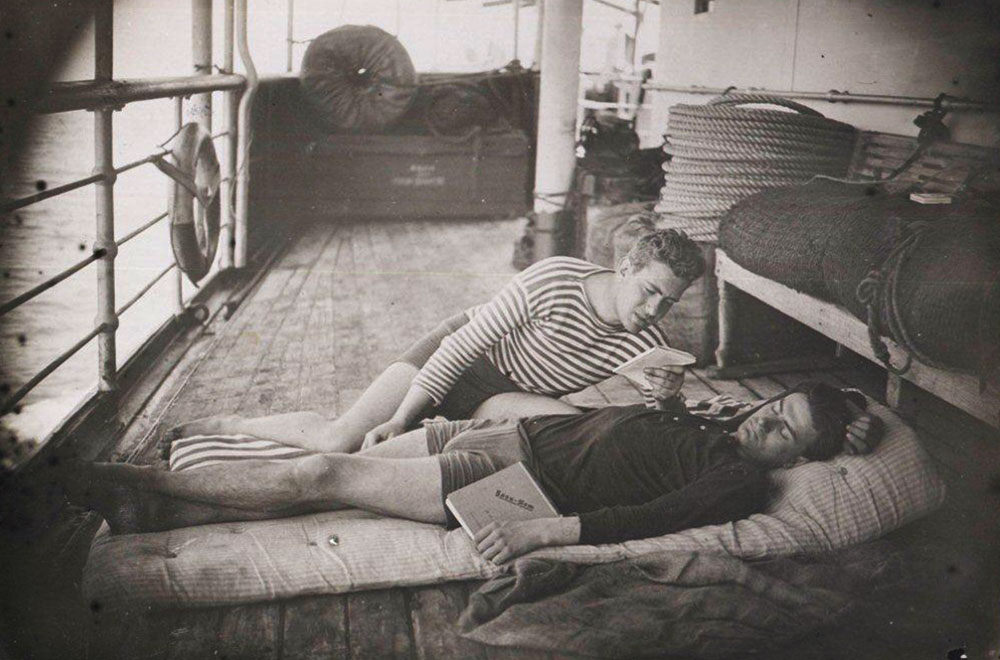
Олександр Мар'ямов та Микола Трублаїні на облавку криголама «Літке». Літо 1929 року

Закінчив філологічний факультет Черкаського інституту народної освіти. Працював у пресі в Черкасах та Харкові — газеті «Робітнича газета „Пролетар“».
Олександр Мар'ямов товаришував з Олексієм Полторацьким, Миколою Бажаном, який у 1929 році подарував йому свою збірку «Будівлі» із дарчим написом: «Юному Сашкові, звитяжному мандрівникові, вікінґові з бльокнотом і черкаському Васко да Ґама».
Згодом працював у часописах «Нова ґенерація», «Універсальний журнал», «Літературний ярмарок», «Глобус», «Шквал», «Кіно», «Робітничий журнал», «Всесвіт», «Металеві дні», «Кіно».
У 1929 році на криголамі «Федір Літке» проплив від Севастополя через Дарданелли, Суец і Японію до Владивостока. Написаний за матеріалами подорожі художній репортаж "Береги дванадцяти вод" було видано окремою книгою, однак 1932 року весь наклад було конфісковано й знищено одразу після друку. Єдиний уцілілий сигнальний примірник залишився в синів письменника у Москві, завдяки чому вдалося перевидати книгу в 2017 році в Києві.

Дарчий напис Миколи Бажана Олександру Мар'ямову на своїй збірці «Будівлі». 1929 рік

З 1934 року працював у Москві в газеті «Пионерская правда».  
Учасник Німецько-радянської війни, пішов добровольцем. Служив на Північному флоті. Член ВКП(б) з 1942 року. Був власним кореспондентом газети «Краснофлотец». Війну закінчив на Далекосхідному фронті.
Після війни повернувся в Москву. У 1946-1954 роках працював у часописі «Новый мир». 
У 1952-1958 роках працював сценаристом, режисером, редактором кіноперіодики, головним редактором Центральної студії документальних фільмів (ЦСДФ). У 1958-1970 роках працював на посаді завідувача відділом часопису «Новый мир». Завідував відділом мистецтв «Литературной газеты», був заступником головного редактора часопису «Юность».

## Особисте життя
Олександр Мар'ямов був одружений з акторкою Оленою Савченко (нар. 1914 — пом. 2002). У подружжя було двоє синів: Михайло (нар. 1934) — працював на студії «Центрнаучфильм» режисером навчальних, науково-популярних і документальних фільмів, та Олександр (нар. 1937) — журналіст, сценарист, режисер, Лавреат Державної премії РРФСР імені братів Васильєвих (1987).

## Нагороди
- орден Червоної Зірки (12 липня 1942)[4]
- орден Вітчизняної війни I ступеня (8 листопада 1944)[5]
- медаль «За оборону Радянського Заполяр'я» (1945)[6]
- медаль «За перемогу над Німеччиною у Великій Вітчизняній війні 1941—1945 рр.» (1945)[7]
- медаль «За перемогу над Японією» (1945)[7]

## Доробок
- 1929 — «Шляхи під сонцем (10000 кілометрів)»
- 1931 — «Береги дванадцяти вод»
- 1931 — «Джой і бригада» (нарис)
- 1933 — «Аеродроми і порти» (збірка)
- 1934 — «Кораблик» (дитяча фантастика)

російською мовою
- 1935 — «Сампо»
- 1941 — «Розвідники»
- 1943 — «Мсти»
- 1952 — «Народний артист СРСР Всеволод Пудовкін»
- 1963 — «Революцією покликаний»
- 1968 — «Довженко» (монографія)
- 1975 — «За дванадцятьма морями» (повість)
- 1985 — «Поїзд далекого прямування» (нариси)

Автор сценаріїв
- 1954 — «Дорога в тайзі» (документальний фільм)
- 1954 — «На будовах столиці» (документальний фільм)
- 1954 — «Перша весна» (документальний фільм)
- 1955 — «У центрі Арктики» (документальний фільм)
- 1957 — «Зустрічі з сонцем» (документальний фільм)[8]
- 1957 — «На шостому континенті» (документальний фільм)
- 1957 — «Живи, людино!» (документальний фільм)
- 1958 — «З кіноапаратом по тайзі і тундрі» (документальний фільм)
- 1958 — «Будиночок у тундрі» (документальний фільм)
- 1959 — «Мала земля» (документальний фільм)
- 1960 — «Всеволод Вишневський» (документальний фільм)[9]
- 1961 — «Театр Кабукі в СРСР» (документальний фільм)
- 1961 — «Підводний човен» (повнометражний фільм)
- 1962 — «Волгоград сьогодні» (документальний фільм)
- 1963 — «Під  сузір'ям  дружби» (документальний фільм)
- 1965 — «Ми, російський народ» (повнометражний фільм)
- 1970 — «Задумано Леніним» (документальний фільм)
- 1970 — «Люди землі» (документальний фільм)
- 1979 — «Козаки-розбійники» (повнометражний фільм)